# バイエル (企業)
バイエル (Bayer AG) は、ドイツのノルトライン＝ヴェストファーレン州レーヴァークーゼンに本部を置く化学工業及び製薬会社（多国籍企業）。アスピリンやヘロインなどを送り出した世界的な医薬品メーカーである。

## 沿革
フリードリヒ・バイエルおよび共同経営者ヨハン・フリードリヒ・ヴェスコットが、1863年にドイツで創業。最初の主要な製品はアスピリンであった。これは民間療法で解熱鎮痛薬として用いられていたヤナギの樹皮から抽出した有効成分サリチル酸を副作用の少ない形にしたものである。1899年に、バイエルの商標アスピリンはバイエルのブランドとして世界的に登録されたが、混合物のすべてのブランドを記述するために至る所で広く使われ、バイエルの商標保護が失敗して、「アスピリン」という言葉はアメリカ合衆国内の商標身分を失うこととなった。これは現在薬のすべてのブランドとして幅広く使用されている。しかしカナダなどいくつかの他の国では今までどおり商標として登録されている。
1942年に、「Y」を両方で共有する言葉とし、横文字「BAYER」が縦文字「BAYER」と交差する言葉から成る、自社の会社ロゴをバイエル・クロス (Bayer cross) として導入。バイエルはBASF、ヘキストなどの化学企業と共に第一次世界大戦後、フランクフルト・アム・マインを本拠地として1925年に出現したドイツの化学産業の複合企業、IG・ファルベンの一員となった。第二次世界大戦後、連合国はナチス・ドイツによるいくつかの戦争犯罪に関係したIG・ファルベンを解体したが、バイエルは単体でビジネスを再開した。
2015年、高機能ポリマー材料を製造するマテリアルサイエンス部門を分離し、COllaboration、inVEST、STROngの3語を合わせた新しいブランド「コベストロ」として独立させた。
2016年9月、遺伝子組み換え種子の世界最大手モンサントを買収する計画で、モンサントの合意を得て、2018年6月に買収が完了した。買収に当たり、グルホシネートとその耐性種子がBASFに譲渡された。
サッカー・ブンデスリーガのバイエル・レバークーゼンは、もともとバイエルの従業員が設立したチームであり、スポーツクラブを経て分離独立したチームになった現在でも当社がメインスポンサーを務めている。

## 日本における事業
- バイエル ホールディング株式会社[11] - バイエルが100%出資する。日本における以下のバイエルグループ各社の持株会社であり、東京・丸の内オアゾに本社が置かれている。[12]
  - バイエル薬品株式会社
  - バイエル クロップサイエンス株式会社[13]

### バイエル薬品
バイエル薬品は大阪市北区のブリーゼタワーに本社がある。滋賀県甲賀市に工場がある。もともと同社が吉富製薬と長く関係を持っていたこともあり、また他には同社と同じくドイツの製薬企業であるシェーリング（Schering AG, 2006年にバイエルと経営統合し、バイエル・シェーリング・ファーマ (Bayer Schering Pharma) となる）も関西に日本オフィスとして日本シエーリング（2007年7月1日に旧バイエル薬品と経営統合し、バイエル薬品となる）を置いていた。
京都府相楽郡木津町（現木津川市）の関西文化学術研究都市に研究所を置いていたが、2005年（平成17年）にロート製薬に売却した。

## バイエルをめぐる裁判

### ラウンドアップをめぐる訴訟
2018年にモンサントを買収したバイエルは、モンサントが製造してきたラウンドアップ（除草剤）の発がん性をめぐる、アメリカ国内の訴訟を引き継ぐこととなった。バイエルは、2020年6月までに最大109億ドルを支払うことで、責任も不正行為も認めずにラウンドアップがらみの大半の案件との間で和解を成立させた。
2024年8月、米フィラデルフィアの裁判で、バイエル側が勝訴した。